# Liste der Biografien/Fow
Liste der Biografien |
Portal Biografien |
Personensuche
# |
A |
B |
C |
D |
E |
F |
G |
H |
I |
J |
K |
L |
M |
N |
O |
P |
Q |
R |
S |
T |
U |
V |
W |
X |
Y |
Z |
?
 
Fa |
Fe |
Ff |
Fh |
Fi |
Fj |
Fk |
Fl |
Fm |
Fn |
Fo |
Fr |
Ft |
Fu |
Fy
 
Foa |
Fob |
Foc |
Fod |
Foe |
Fof |
Fog |
Foh |
Foi |
Foj |
Fok |
Fol |
Fom |
Fon |
Foo |
Fop |
For |
Fos |
Fot |
Fou |
Fov |
Fow |
Fox |
Foy |
Foz
Die Liste der Biografien führt alle Personen auf, die in der deutschsprachigen Wikipedia einen Artikel haben. Dieses ist eine Teilliste mit 112 Einträgen von Personen, deren Namen mit den Buchstaben „Fow“ beginnt.

## Fow

### Fowk
- Fowke, George Henry (1864–1936), britischer Generalleutnant
- Fowke, Michael (* 1990), neuseeländischer Badmintonspieler
- Fowkes, Mary (1954–2020), US-amerikanische Ärztin und Neuropathologin

### Fowl
- Fowlds, Derek (1937–2020), britischer Schauspieler
- Fowle, Daniel Gould (1831–1891), US-amerikanischer Politiker
- Fowler, Alan B. (1928–2024), US-amerikanischer Physiker
- Fowler, Alfred (1868–1940), britischer Astronom
- Fowler, Andrew (* 1995), guyanischer Schwimmer
- Fowler, Anthony (* 1991), englischer Boxer
- Fowler, Bernard (* 1960), amerikanischer Musiker (Gesang, Posaune, Keyboards, Songwriting)Bernard Fowler (* 1960)

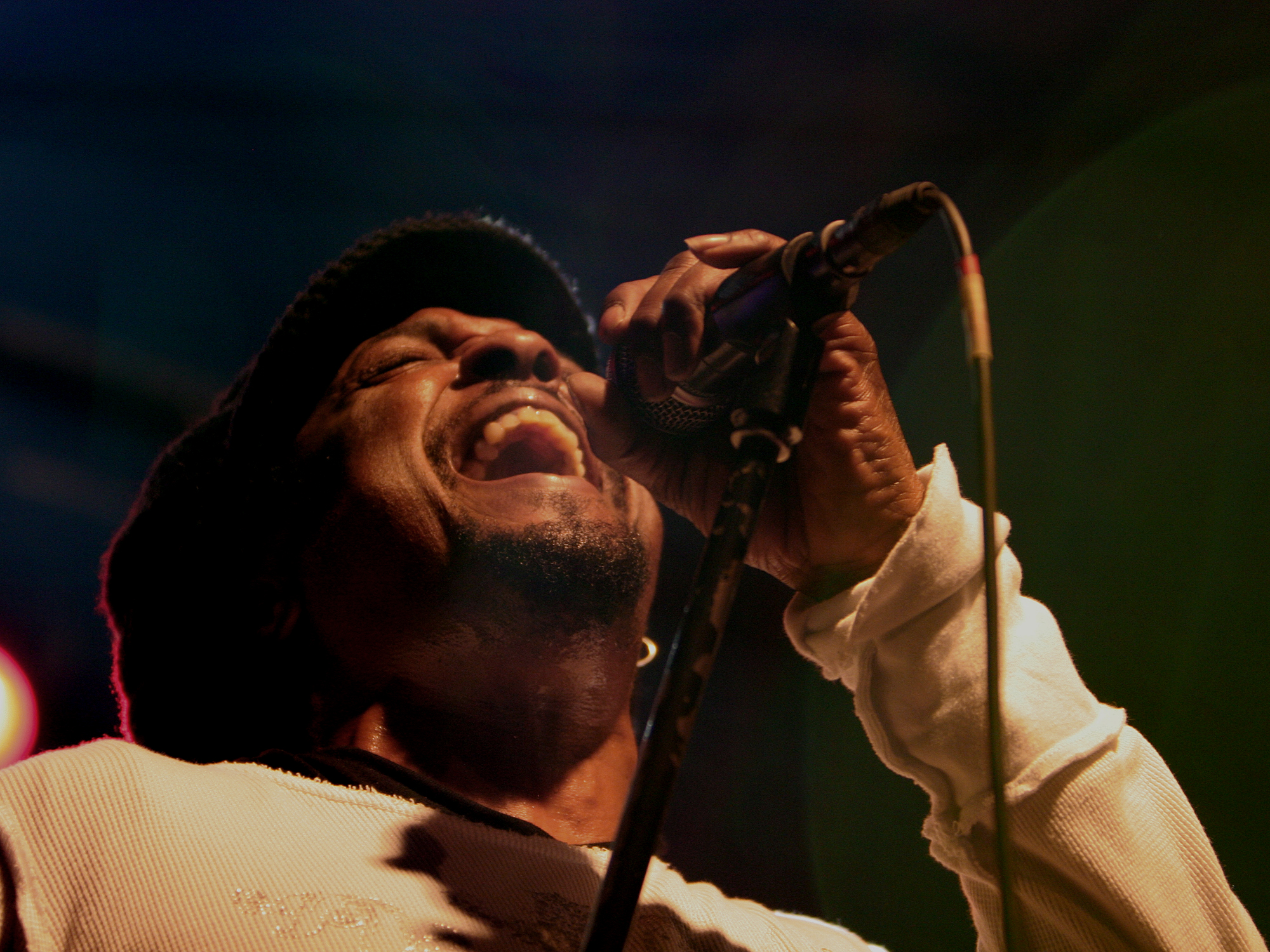
Bernard Fowler (* 1960)

- Fowler, Beth (* 1940), US-amerikanische Schauspielerin
- Fowler, Brenda (1883–1942), US-amerikanische Schauspielerin
- Fowler, Brian (* 1962), neuseeländischer Radrennfahrer
- Fowler, Bruce (* 1947), US-amerikanischer Posaunist und Komponist
- Fowler, Cam (* 1991), US-amerikanisch-kanadischer Eishockeyspieler
- Fowler, Catherine S. (* 1940), US-amerikanische Anthropologin
- Fowler, Chad (* 1974), US-amerikanischer Jazzmusiker (Altsaxophon)
- Fowler, Charles N. (1852–1932), US-amerikanischer Politiker
- Fowler, Dan (1914–1991), US-amerikanischer Fußballspieler und -funktionär
- Fowler, Danny (* 1956), englischer Snookerspieler
- Fowler, Dante (* 1994), US-amerikanischer American-Football-Spieler
- Fowler, David (1937–2004), britischer Mathematikhistoriker und Mathematiker
- Fowler, Don Paul (1953–1999), englischer Altphilologe
- Fowler, Dylan (* 1956), walisischer Gitarrist, Komponist und Arrangeur
- Fowler, Ellen Thorneycroft (1860–1929), englische Schriftstellerin
- Fowler, Emma (* 1979), britische Biathletin
- Fowler, Francis George (1870–1918), britischer Lexikograph, Philologe und Anglist
- Fowler, Gene junior (1917–1998), US-amerikanischer Filmeditor und Regisseur
- Fowler, Georgia (* 1992), neuseeländisches Model
- Fowler, Gilbert John (1868–1953), britischer Chemiker
- Fowler, Gordon (1899–1975), britischer Segler
- Fowler, H. Robert (1851–1926), US-amerikanischer Politiker
- Fowler, Hal (1927–2000), US-amerikanischer Pokerspieler
- Fowler, Harold North (1859–1955), US-amerikanischer Klassischer Philologe und Archäologe
- Fowler, Harry (1926–2012), britischer Schauspieler
- Fowler, Hayley, Klimatologin an der Newcastle University
- Fowler, Henry H. (1908–2000), US-amerikanischer Jurist und Politiker
- Fowler, Henry Watson (1858–1933), englischer Lexikograph und Anglist
- Fowler, Henry Weed (1878–1965), US-amerikanischer Zoologe
- Fowler, Henry, 1. Viscount Wolverhampton (1830–1911), britischer Politiker (Liberal Party), Mitglied des House of Commons
- Fowler, Howard, US-amerikanischer ehemaliger Autorennfahrer
- Fowler, Hugh S. (1912–1975), US-amerikanischer Filmeditor
- Fowler, India, britische Schauspielerin
- Fowler, Jack (* 1991), US-amerikanischer Rockmusiker
- Fowler, James W. (1940–2015), US-amerikanischer Theologe
- Fowler, Jeff (* 1978), US-amerikanischer Animator und Filmregisseur
- Fowler, Jeffrey (* 1956), US-amerikanischer Offizier, Vizeadmiral der US-Navy
- Fowler, Jermaine (* 1988), amerikanischer Comedian und SchauspielerJermaine Fowler (* 1988)

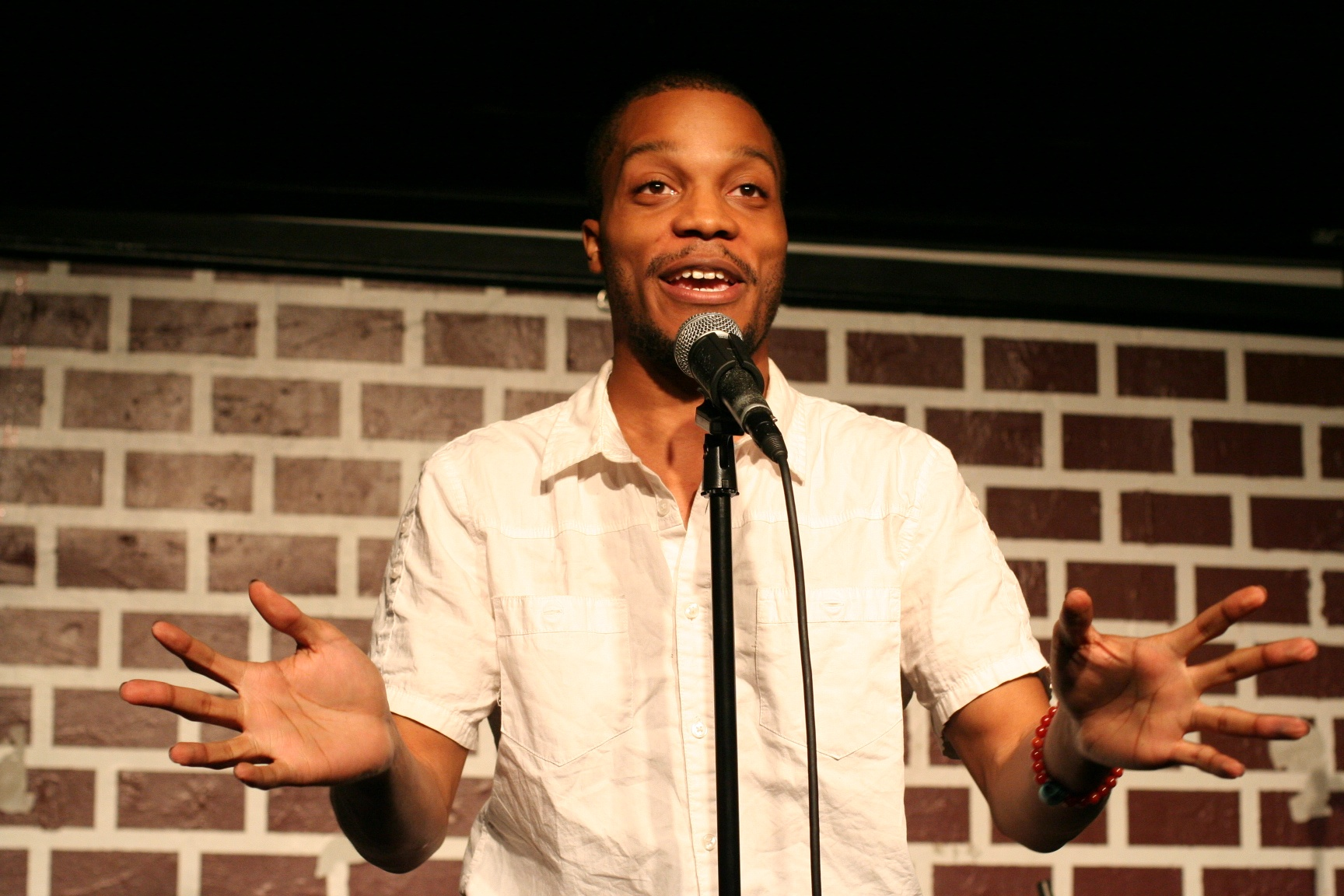
Jermaine Fowler (* 1988)

- Fowler, Jessica (* 2000), australische Tennisspielerin
- Fowler, Joanna (* 1942), US-amerikanische Chemikerin
- Fowler, John (1756–1840), US-amerikanischer Politiker
- Fowler, John (1817–1898), britischer Eisenbahningenieur und Brückenbauer
- Fowler, John (1826–1864), englischer Erfinder und Ingenieur
- Fowler, John (1880–1950), englischer Fußballschiedsrichter
- Fowler, John (* 1937), englischer Maler und Grafiker
- Fowler, John Edgar (1866–1930), US-amerikanischer Politiker
- Fowler, Joseph A. (1845–1917), kanadischer Organist, Pianist, Chorleiter, Komponist und Musikpädagoge
- Fowler, Joseph S. (1820–1902), US-amerikanischer Politiker (Republikanische Partei)
- Fowler, Karen Joy (* 1950), amerikanische Schriftstellerin
- Fowler, Kevin (* 1966), US-amerikanischer Country-Musiker
- Fowler, Lemuel († 1963), US-amerikanischer Jazzmusiker
- Fowler, Margaret (1916–1991), US-amerikanische Fußballfunktionärin
- Fowler, Marjorie (1920–2003), US-amerikanische Filmeditorin
- Fowler, Martin (* 1963), britischer Fachbuchautor und Referent zum Thema SoftwarearchitekturMartin Fowler (* 1963)

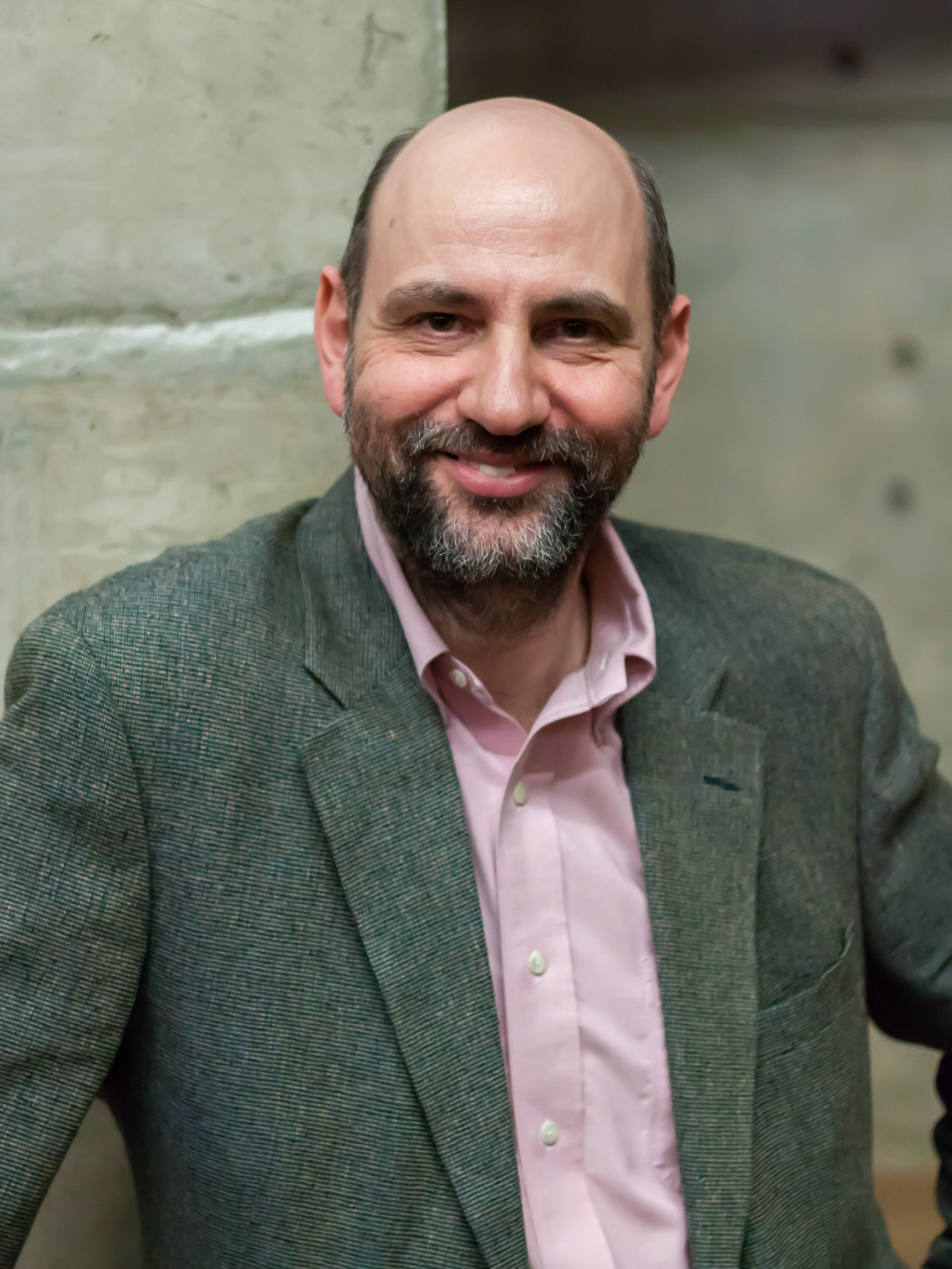
Martin Fowler (* 1963)

- Fowler, Mary (* 1950), britische Geophysikerin und Hochschullehrerin
- Fowler, Mary (* 2003), australische Fußballspielerin
- Fowler, Micah (* 1998), amerikanischer Filmschauspieler
- Fowler, Norman, Baron Fowler (* 1938), britischer Politiker
- Fowler, Orin (1791–1852), US-amerikanischer Politiker
- Fowler, Orson (1809–1887), US-amerikanischer Phrenologe
- Fowler, Peter (1923–1996), britischer Physiker
- Fowler, Ralph Howard (1889–1944), britischer Physiker und Astronom
- Fowler, Rem (1883–1963), britischer Motorradrennfahrer
- Fowler, Richard († 1477), Chancellor of the Duchy of Lancaster
- Fowler, Rickie (* 1988), US-amerikanischer GolferRickie Fowler (* 1988)

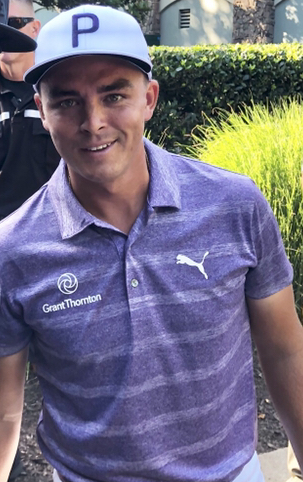
Rickie Fowler (* 1988)

- Fowler, Rob (* 1972), britischer Musicaldarsteller, Schauspieler und Sänger
- Fowler, Robbie (* 1975), englischer Fußballspieler
- Fowler, Robert (1882–1957), US-amerikanischer Marathonläufer
- Fowler, Robert (1931–2001), südafrikanischer Radrennfahrer
- Fowler, Rosemary (* 1926), britische Physikerin
- Fowler, Roy (1934–2009), englischer Langstreckenläufer
- Fowler, Samuel (1779–1844), US-amerikanischer Politiker
- Fowler, Samuel (1851–1919), US-amerikanischer Politiker
- Fowler, Simon (* 1965), britischer Musiker
- Fowler, T. J. (1910–1982), US-amerikanischer R&B- und Jazzmusiker
- Fowler, T. Kenneth (* 1931), US-amerikanischer Physiker
- Fowler, Teal (* 1970), US-amerikanischer Eishockeyspieler und -trainer
- Fowler, Thomas (1777–1843), Mathematiker und Erfinder
- Fowler, Thomas (1832–1904), britischer Philosoph, Hochschullehrer und Universitätspräsident
- Fowler, Tillie K. (1942–2005), US-amerikanische Politikerin
- Fowler, Tom (1951–2024), US-amerikanischer Bassist der Fusionmusik
- Fowler, Walt (* 1955), US-amerikanischer Trompeter und Flügelhornspieler der Fusionmusik und des Modern Jazz
- Fowler, William Alfred (1911–1995), US-amerikanischer Astrophysiker
- Fowler, William Herbert (1856–1941), englischer Golfarchitekt
- Fowler, William Warde (1847–1921), britischer Althistoriker, Altphilologe und Amateur-Ornithologe
- Fowler, William Weekes (1849–1923), britischer Geistlicher und Entomologe
- Fowler, Wyche (* 1940), US-amerikanischer Politiker
- Fowler-Magerl, Linda (1939–2017), amerikanische Rechtshistorikerin
- Fowler-Michel, Janet (* 1965), kanadische Basketballtrainerin und ehemalige -spielerin
- Fowles, John (1926–2005), britischer Schriftsteller
- Fowles, Julian (1946–2022), Anwalt und Filmproduzent
- Fowles, Sylvia (* 1985), US-amerikanische Basketballspielerin
- Fowley, Douglas (1911–1998), US-amerikanischer Schauspieler
- Fowley, Kim (1939–2015), US-amerikanischer Musikproduzent, Songwriter und MusikerKim Fowley (1939–2015)

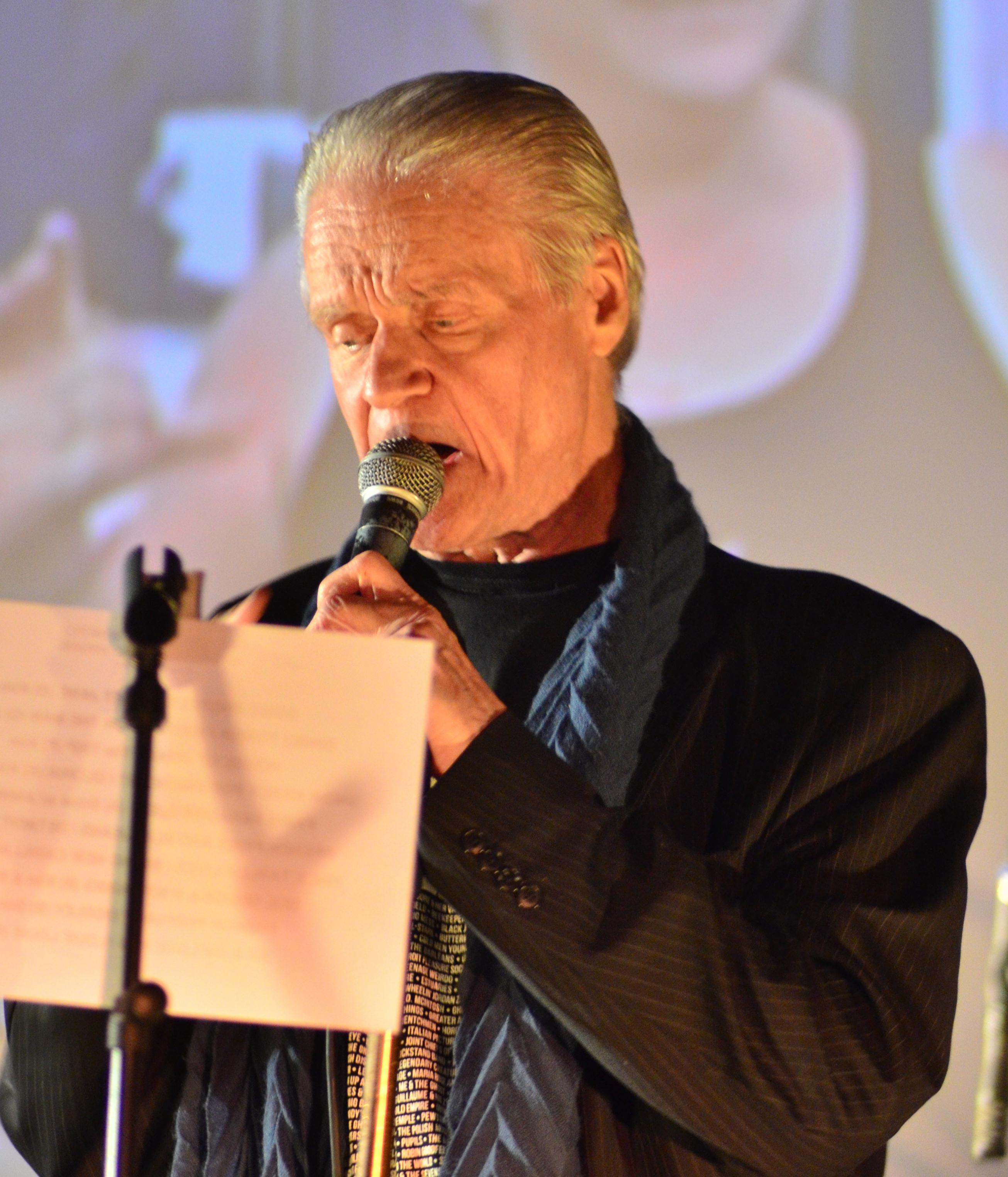
Kim Fowley (1939–2015)

- Fowlis, Julie (* 1979), schottische Folksängerin und Multiinstrumentalistin
- Fowlis, Rosamond (1910–1994), gambische Pädagogin
- Fowlkes, Charlie (1916–1980), US-amerikanischer Jazzmusiker (Saxophonist)
- Fowlkes, Curtis (1950–2023), US-amerikanischer Jazzmusiker (Posaune, Gesang, Komposition)
- Fowlkes, Eddie Flashin’ (* 1962), US-amerikanischer DJ
- Fowlkes, Lauren (* 1988), US-amerikanische Fußballspielerin

### Fown
- Fownes, George (1815–1849), englischer Chemiker

### Fowz
- Fowzie, A. H. M. (* 1937), sri-lankischer Politiker